# Ulica Józefa Strusia w Poznaniu
Ulica Strusia – ulica na poznańskim Łazarzu, na obszarze jednostki pomocniczej Osiedle Św. Łazarz, łącząca ul. Głogowską z ul. Graniczną, biegnąca ze wschodu na zachód. Przed 1920 r. nosiła niemiecką nazwę Parkstraße (ul. Parkowa). Obecna nazwa ulicy upamiętnia burmistrza i doktora medycyny z XVI w., Józefa Strusia.

## Zabudowa
Przy ul. Głogowskiej przetrwał neogotycki budynek szkolny z 1889 r., przebudowany w wyniku zniszczeń wojennych (dawna powszechna szkoła męska im. Antoniego Małeckiego). Pod numerem 3-3a wznosi się trzypiętrowa neogotycka kamienica Margarety Grüder z 1898 r. o ceglanej elewacji z balkonami wspartymi na wydatnych machikułowych wspornikach, zaprojektowana przez Hermana Böhmera i Paula Preula. W 1935 r. należała ona do Oskara Stillera, podobnie jak większość domów przy tej ulicy. Na rogu ulic Strusia i Małeckiego (która jest jedyną przecznicą) w okresie międzywojennym mieściło się małe kino "Wilson", nazwane od niedalekiego Parku Wilsona. Po drugiej stronie ul. Małeckiego wznosi się eklektyczna kamienica z narożnym wykuszem oraz interesującą neogotycką i secesyjną ceramiczną dekoracją elewacji. Przy ul. Strusia 9 mieszkał prof. Edward Klich, kiedyś miała tam siedzibę TVP Poznań, a obecnie budynek mieści m.in. konsulat honorowy Królestwa Danii.

## Galeria

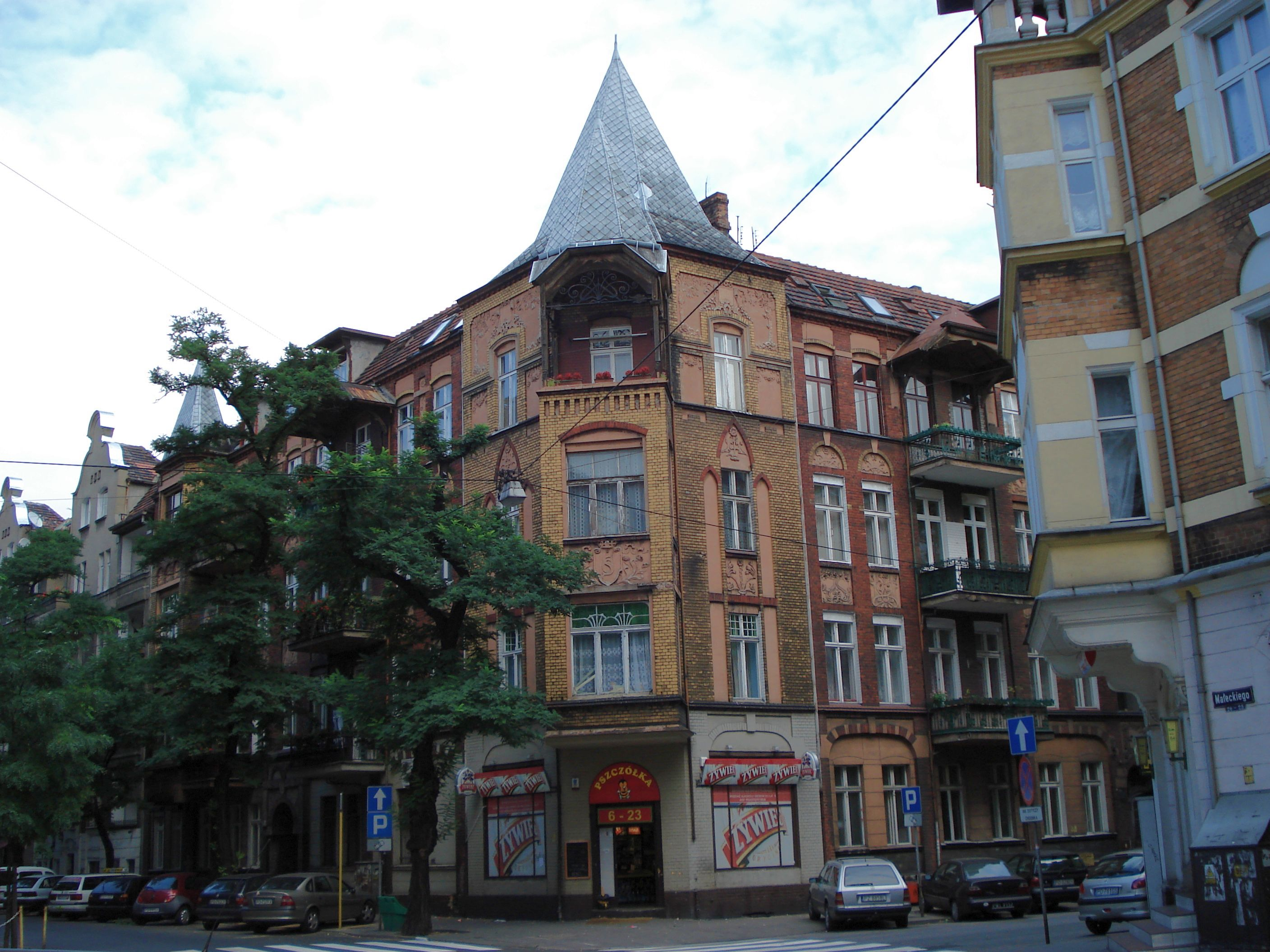
Kamienica ul. Małeckiego 27 i Strusia 5
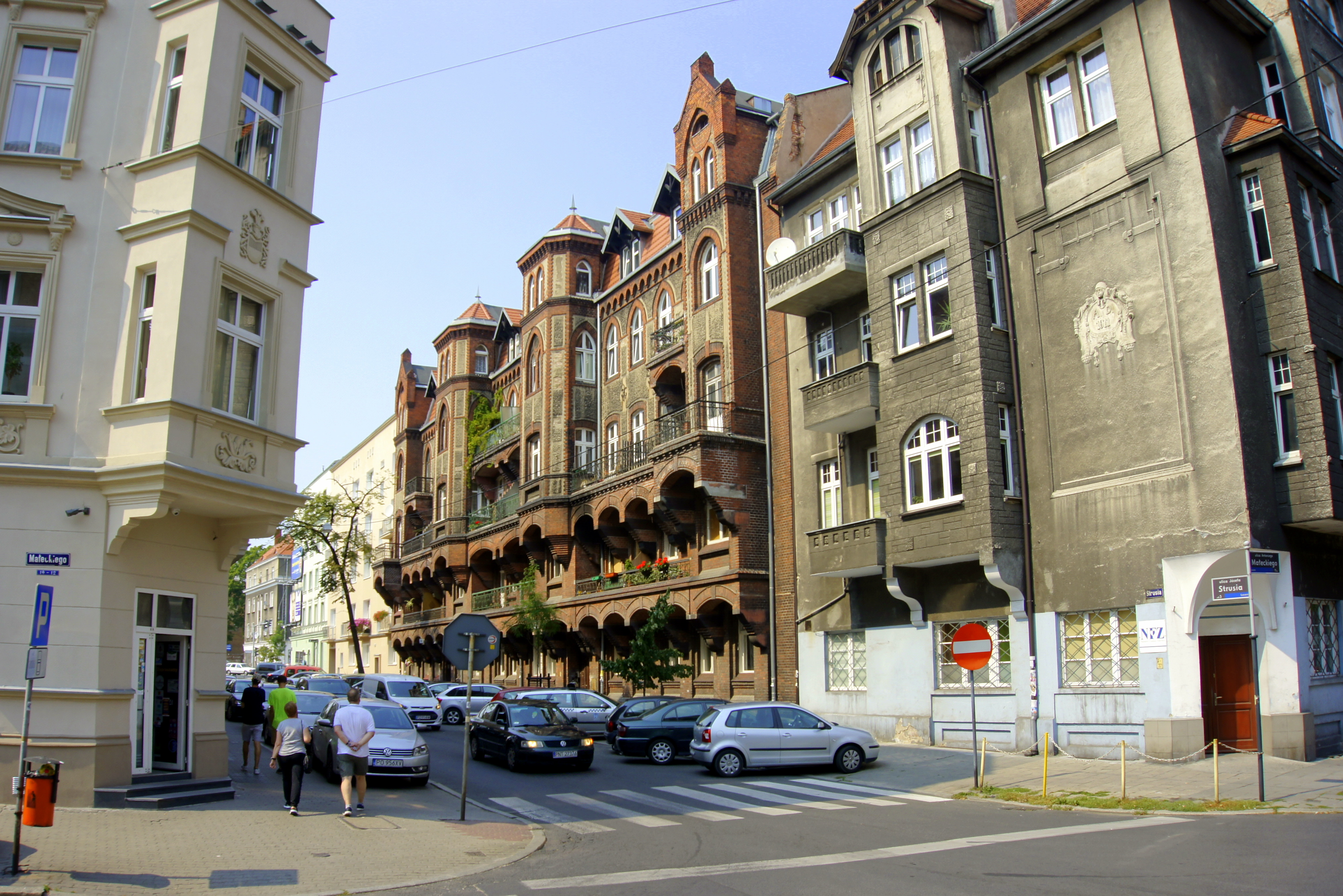
Róg ul. Małeckiego 10-11 i ul. Strusia gdzie było kino "Wilson"
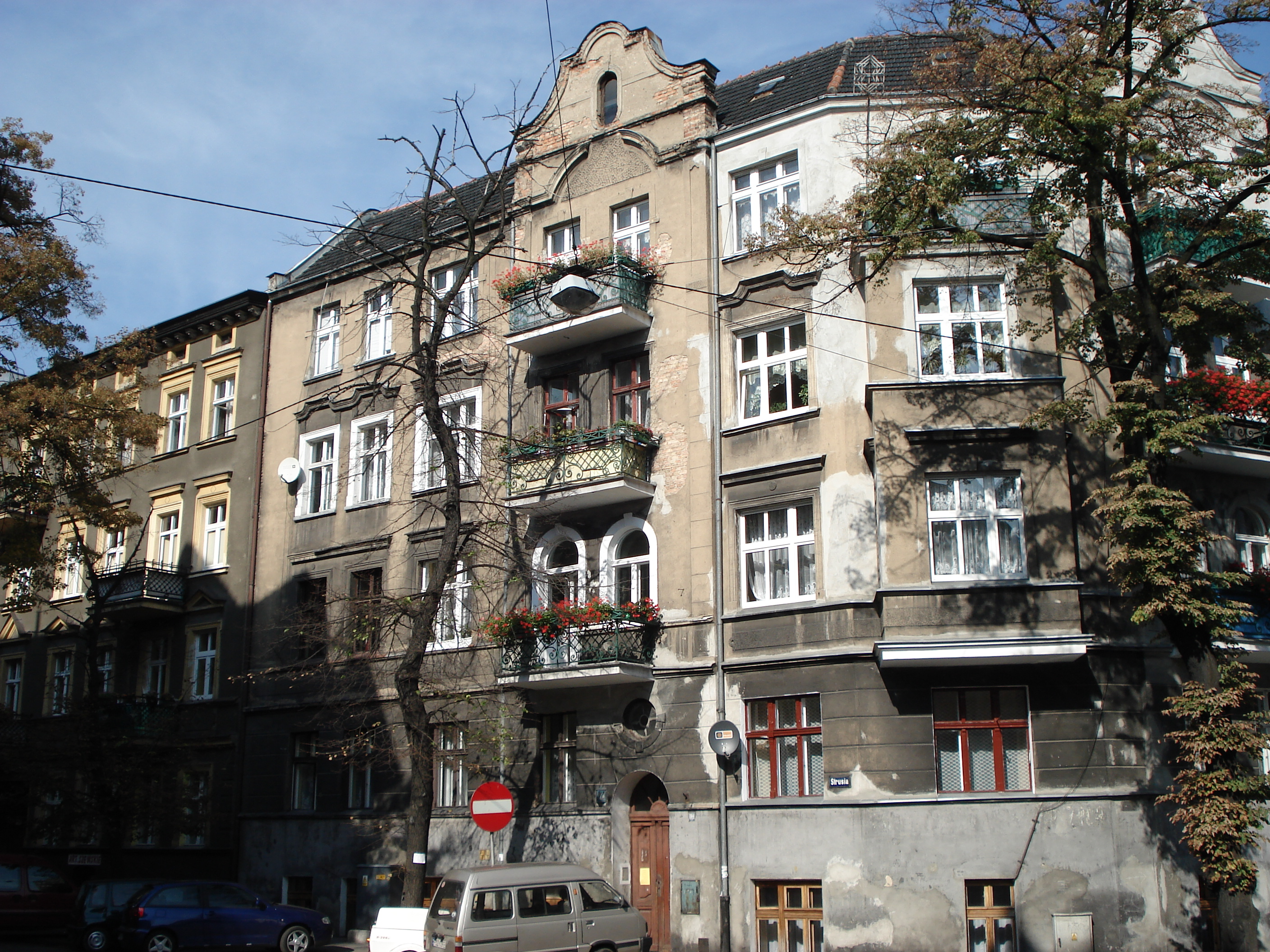
Ul. Strusia 7
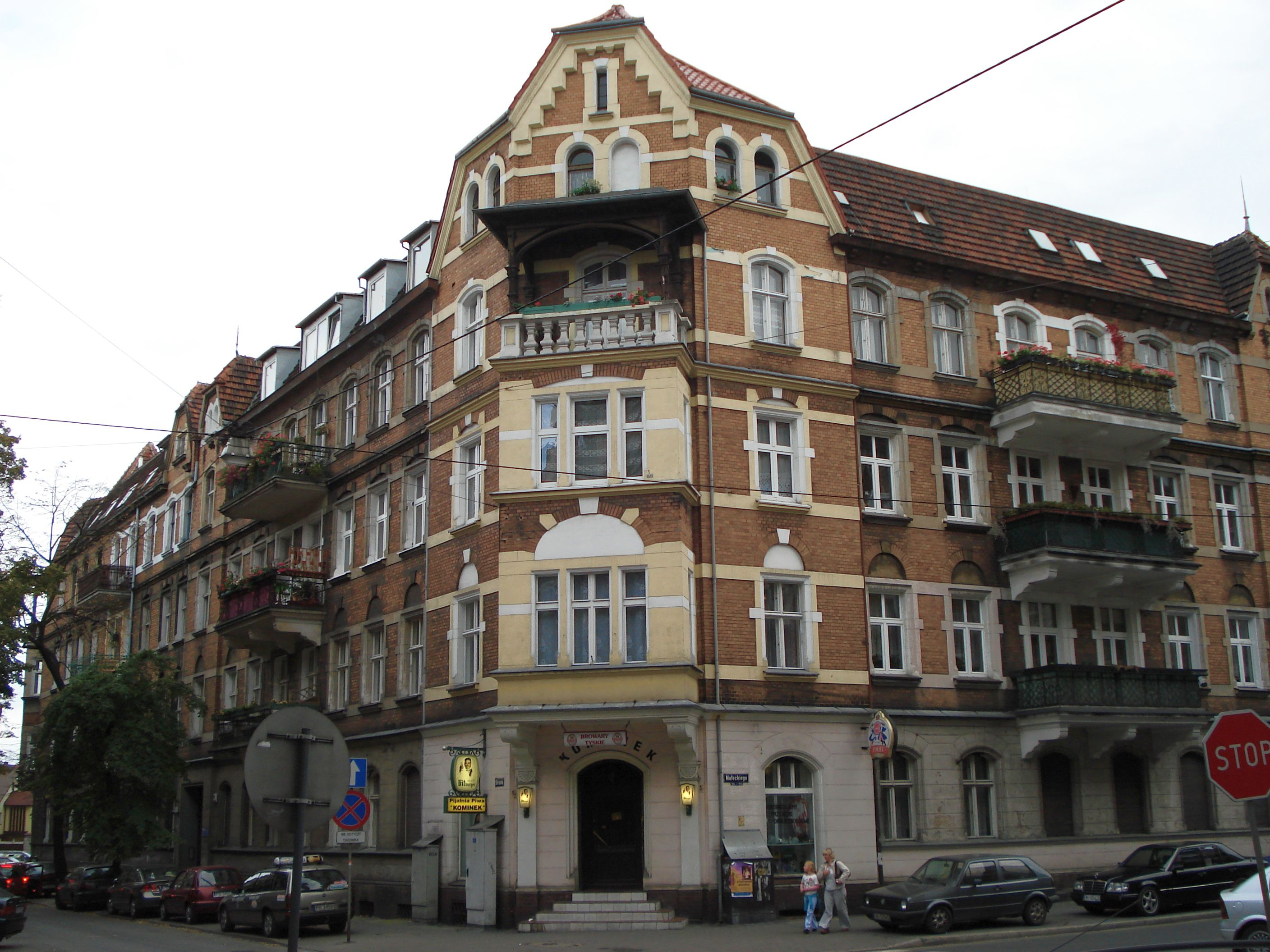
Ul. Strusia 9
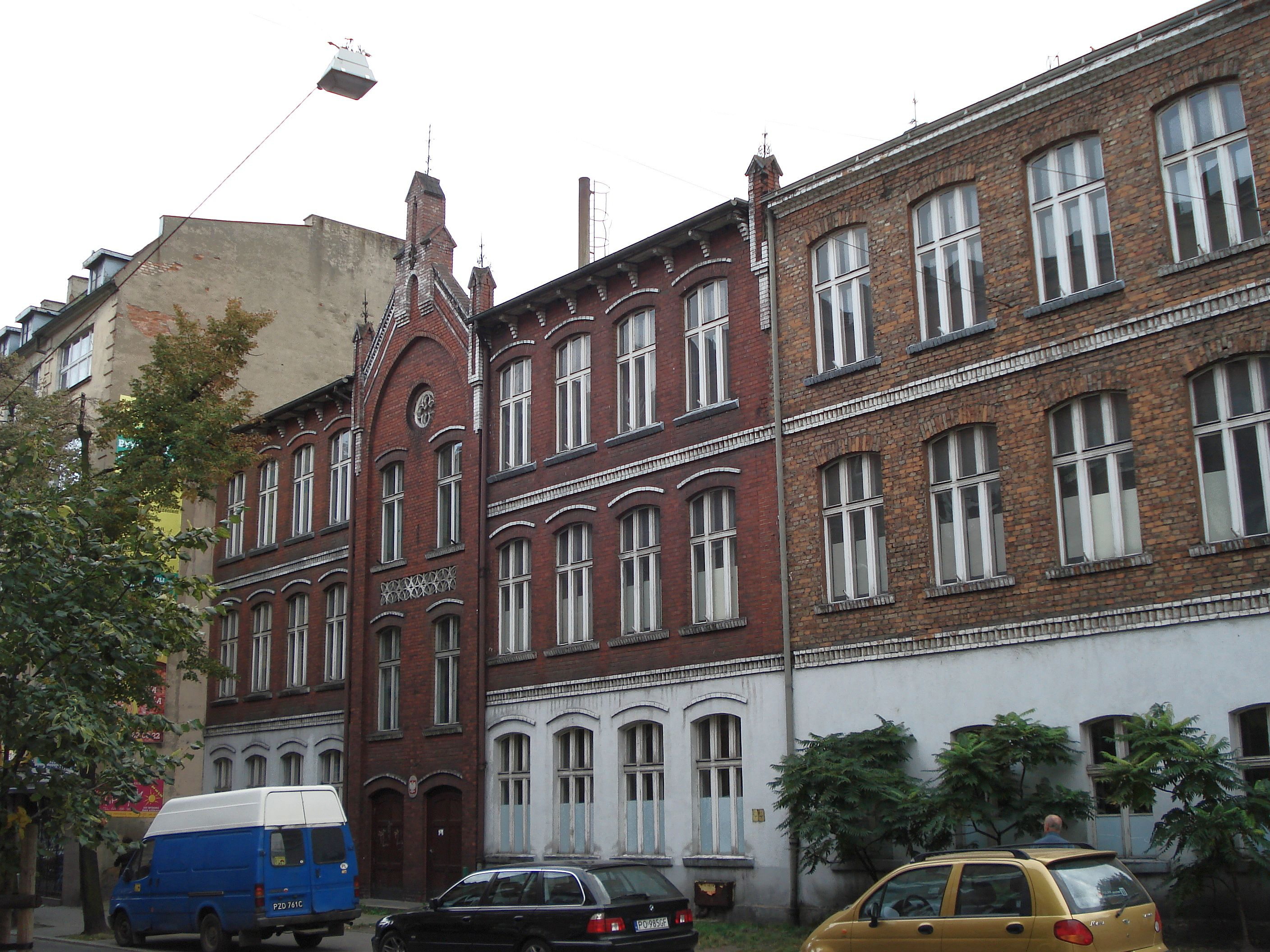
Szkoła gminna na Łazarzu